# Sal Abruscato
Sal Abruscato (New York, 18 luglio 1970) è un batterista statunitense noto per aver suonato nei Type O Negative e nei Life of Agony. Oltre all'attività musicale, Sal Abruscato è anche il proprietario di un negozio di custom motociclistico chiamato Ozone Kustom Worx.

## Biografia
All'età di 13 anni lavora presso un fabbro (Joe Papo DaDiego) specializzato nella creazione di campane per animali e strumenti da percussione in genere. Questo gli permette di conoscere Louie Beato, batterista dei Carnivore. Tra i due nasce una forte amicizia e Louie lo introduce alla batteria insegnandogli diversi stili e facendogli conoscere l'operato di diversi famosi della batteria come John Bonham e Bill Ward, diventando a tutti gli effetti il suo maestro di batteria ("mi faceva fare interminabili esercizi per rafforzare i polsi! Mi diceva: colpire su un tom è come spaccare un sandolino"). 
Tramite il suo "maestro" conosce Peter Steele, allora cantante/bassista dei Carnivore, con il quale rimane in amicizia anche dopo lo scioglimento di questi ultimi, avvenuto nel 1993.
Lo scioglimento dei Carnivore è un momento molto importante per Sal, che chiede a Peter Steele se sia interessato a fare qualcosa di nuovo.
Quel "qualcosa di nuovo", dopo l'arruolamento di Josh Silver alle tastiere e Kenny Hickey alla chitarra, prenderà il nome di Type O Negative.
Con questi Sal suonerà fino al 1994 quando lascia la band per motivi mai completamente chiariti.
Uscito dal gruppo, Sal entra a far parte dei Life of Agony su richiesta dell'ex compagno Josh Silver che in quel momento stava producendo il primo album della band "River Runs Red".
Con il suo nuovo gruppo Sal registra il primo e il secondo album (Ugly) e, dopo aver completato il tour di supporto di quest'ultimo, nel 1995 lascia la band.
Qui inizia un periodo buio della sua vita che lo porta ad abbandonare completamente il mondo della musica per più di 5 anni.
Fortunatamente riesce a superare il brutto periodo e nel 2001, assieme a Matt Brown e Billy Kelly, fonda i Supermassiv band con la quale produce un solo EP (Resurrection) prima di sciogliersi per via di incomprensioni tra i tre membri.
Nel settembre del 2002 rientra nei Life of Agony per effettuare alcuni show della reunion (si erano sciolti nel 1999 dopo l'abbandono del cantante Keith Caputo) che non si rivela essere estemporanea ma tanto duratura da pubblicare un ulteriore nuovo album nel 2017 (A Place Where There's No More Pain) dopo il quale però Sal lascia il gruppo.
Nel novembre 2010 ha fondato gli A Pale Horse Named Death (nei quali ricopre il ruolo inedito di cantante e chitarrista) assieme a Matt Brown, suo compagno ai tempi dei Supermassiv, con cui ha anche pubblicato un album ("And Hell Will Follow Me").

## Discografia

### Con i Type O Negative
- 1991 - Slow, Deep and Hard
- 1992 - The Origin of the Feces
- 1993 - Bloody Kisses

### Con i Life of Agony
- 1993 - River Runs Red
- 1995 - Ugly
- 2003 - River Runs Again
- 2005 - Broken Valley
- 2017 - A Place Where There's No More Pain

### Con i Supermassiv
- 2002 - Resurrection EP

### Con i A Pale Horse Named Death
- 2010 - And Hell Will Follow Me
- 2013 - Lay My Soul to Waste
- 2019 - When the World Becomes Undone

## Videografia

### Con i Type O Negative
- 1994 - After Dark